# 上総国の式内社一覧
上総国の式内社一覧（かずさのくにのしきないしゃいちらん）は、『延喜式』第9巻・第10巻「神名帳上下」（延喜式神名帳）に記載のある神社、いわゆる「式内社」およびその論社のうち、上総国に分類されている神社の一覧。
また『延喜式』神名帳の編纂当時に存在したが同帳に記載の無い神社、いわゆる「式外社」についても付記する。

## 式内社
『延喜式』神名帳では、大社1座1社（名神大社）・小社4座4社の計5座5社を記載。
1）「神名帳」列は、『延喜式 上巻』（大岡山書店、昭和4年、国立国会図書館デジタルコレクション）等における『延喜式』神名帳の記載を基に作成。社名表記は神社史料集成（5を参照）における字体（異体字がある場合には新字体・通用性の高い字体を使用）を基準とした。読みの「-」部分は、「神社」以外で仮名が振られていない部分。「○座」は座数を表し、一座の場合は記載していない。

2）格の「名神大」は名神大社を、「大」は式内大社（名神大社除く）を、「小」は式内小社を意味する。付記は社名とともに記されているもので、一部は「式内社#式内社の社格」を参照。

3）比定社が複数ある場合、最も有力なものを無冠で示し、他の論社には「（論）」を冠した。

4）本来の式内社とは認めがたいものの、式内社を合祀したなどその後継を主張するもの、その他参考の神社には「（参）」を冠した。

| 神名帳             | 神名帳          | 神名帳 | 神名帳 | 比定社   | 比定社                 | 比定社     | 集成 |
| 社名               | 読み            | 格     | 付記   | 社名     | 所在地                 | 備考       | 集成 |
| ------------------ | --------------- | ------ | ------ | -------- | ---------------------- | ---------- | ---- |
| 埴生郡 1座（大）   |                 |        |        |          |                        |            |      |
| 玉前神社           | タマサキノ      | 名神大 |        | 玉前神社 | 千葉県長生郡一宮町一宮 | 上総国一宮 |      |
| 長柄郡 1座（小）   |                 |        |        |          |                        |            |      |
| 橘神社             | タチハナノ      | 小     |        | 橘樹神社 | 千葉県茂原市本納       | 上総国二宮 |      |
| 海上郡 2座（並小） |                 |        |        |          |                        |            |      |
| 島穴神社           | シマアナノ      | 小     |        | 島穴神社 | 千葉県市原市島野       |            |      |
| 姉埼神社           | アネサキノ      | 小     |        | 姉埼神社 | 千葉県市原市姉崎       |            |      |
| 望陀郡 1座（小）   |                 |        |        |          |                        |            |      |
| 飫富神社           | オフノ アキトミ | 小     |        | 飽富神社 | 千葉県袖ケ浦市飯富     |            |      |

## 式外社
『延喜式』神名帳の編纂当時に存在したが、同帳に記載の無い神社。